# 美祢東ジャンクション
美祢東ジャンクション （みねひがしジャンクション）は、山口県美祢市美東町の中国自動車道と小郡萩道路上にあるジャンクションである。建設中は美東ジャンクション（みとうジャンクション）の仮称が用いられていた。
小郡萩道路の一部開通に併せて2010年（平成22年）3月20日供用開始。
小郡萩道路の本線料金所である美祢東料金所についても本項で記す。

## 道路
- 中国自動車道（34-2番）
- 小郡萩道路（国道490号自動車専用道路）

## 美祢東料金所
美祢東JCTのランプ合流点（美祢東JCTと小郡萩道路 十文字ICとのほぼ中間）に設けられる本線料金所である。小郡萩道路は全線が無料の自動車専用道路となるため、中国自動車道の料金を精算するための施設として西日本高速道路が設置・管理する。
上り(中国道方面)
- ブース数：2
  - ETC専用：1
  - ETC/一般：1

下り(萩方面)
- ブース数：2
  - ETC専用：1
  - 一般：1

## 隣
E2A 中国自動車道
(34/34-1)小郡IC/JCT - 美東SA - (34-2)美祢東JCT - (35)美祢IC
小郡萩道路
(34-2)美祢東JCT - 十文字IC